# Де-Ганіс (Техас)
Де-Ганіс (англ. D'Hanis) — переписна місцевість (CDP) в США, в окрузі Медина штату Техас. Населення — 785 осіб (2020).

## Географія
Де-Ганіс розташований за координатами 29°19′44″ пн. ш. 99°16′7″ зх. д. / 29.32889° пн. ш. 99.26861° зх. д. (29.329008, -99.268722).  За даними Бюро перепису населення США в 2010 році переписна місцевість мала площу 6,81 км², з яких 6,81 км² — суходіл та 0,00 км² — водойми.

## Демографія
Згідно з переписом 2010 року, у переписній місцевості мешкало 847 осіб у 341 домогосподарстві у складі 258 родин. Густота населення становила 124 особи/км².  Було 415 помешкань (61/км²).
Расовий склад населення:
| - 89,6 % — білих - 0,1 % — корінних американців - 0,1 % — азіатів - 9,6 % — осіб інших рас |

До двох чи більше рас належало 0,6 %. Частка іспаномовних становила 46,5 % від усіх жителів.
За віковим діапазоном населення розподілялося таким чином: 21,0 % — особи молодші 18 років, 52,0 % — особи у віці 18—64 років, 27,0 % — особи у віці 65 років та старші. Медіана віку мешканця становила 49,8 року. На 100 осіб жіночої статі у переписній місцевості припадало 105,1 чоловіків;  на 100 жінок у віці від 18 років та старших — 101,5 чоловіків також старших 18 років.
Середній дохід на одне домашнє господарство  становив 52 736 доларів США (медіана — 43 315), а середній дохід на одну сім'ю — 60 059 доларів (медіана — 45 446). Медіана доходів становила 32 188 доларів для чоловіків та 31 688 доларів для жінок. За межею бідності перебувало 16,2 % осіб, у тому числі 18,2 % дітей у віці до 18 років та 7,9 % осіб у віці 65 років та старших.
Цивільне працевлаштоване населення становило 347 осіб. Основні галузі зайнятості: освіта, охорона здоров'я та соціальна допомога — 23,1 %, роздрібна торгівля — 18,4 %, транспорт — 14,4 %, публічна адміністрація — 11,2 %.